# 崔祐甫
崔祐甫（721年—780年7月7日），字贻孙，京兆长安人，祖籍博陵郡安平县（今河北省衡水市安平县），出自博陵崔氏的博陵第二房。
崔沔之子。生于开元九年（721年），與獨孤及是至交。安禄山攻陷洛陽，祐甫冒矢石入私廟，背着祖宗的牌位出逃。性格剛烈，進士及第，調寿安尉。肃宗时，歷官起居舍人，累迁中书舍人。與宰相常衮不和，後來常袞以“率情變禮，輕議國典”的罪名，將祐甫貶為河南少尹。大曆十四年（779年），常衮罷相，以崔祐甫為門下侍郎、同中書門下平章事。唐德宗守丧的“居谅阴”期间，未逾年，崔祐甫一口氣任用了八百多名新人。唐德宗问他：“人或谤卿，所用多涉亲故，何也？”佑甫曰：“进拟庶官，必量能补任，若素不知闻，何由察其言行？”德宗頗能理解。在崔佑甫推荐下，杨炎再度受到重用。不久崔祐甫病重不能参议政事，杨炎遂独当国政。唐德宗建中元年（780年）病卒。

## 延伸阅读
[在维基数据编辑]
 在维基文库阅读此作者作品
 《舊唐書/卷119》，出自刘昫《舊唐書》
 《新唐書·卷142》，出自《新唐書》